# Como as Garotas Garcia Passaram o Verão
Como as Garotas Garcia Passaram o Verão (Título original: How the Garcia Girls Spent Their Summer) é um filme norte-americano de comédia e drama lançado em 2005. Foi dirigido por Georgina Ridel.

## Sinopse
O filme trata de três gerações de mulheres de origem hispânica, em uma pacata cidade do Arizona que experimentam um despertar sexual durante o verão. America Ferrera é a adolescente Blanca Garcia, Elizabeth Peña é a mãe de Blanca e Lucy Gallardo é sua avó. No início do filme, Doña Genoveva decide comprar um carro, mas não sabe dirigir. Um homem chamado Don Pedro se oferece para ensiná-la, e o relacionamento gradualmente se transforma de platônico em romântico. Enquanto isso, a filha de Dona Genoveva, Lolita, está dividida entre seu colega de trabalho no açougue onde ela trabalha e Victor, um homem casado que freqüentemente dá passes para mulheres da cidade. Blanca, de dezessete anos, se apaixona pelo novo cara da cidade e aprende sobre a alegria e a dor que um relacionamento íntimo pode trazer. 
Ao longo da história, as mulheres lutam para resolver suas sensações sexuais enquanto tentam não prejudicar ainda mais seu relacionamento familiar às vezes tenso.

## Elenco
- Elizabeth Peña como Lolita
- América Ferrera como Blanca
- Lucy Gallardo como Dona Genoveva
- Eliana Alexander como Nora
- Victor Wolf como Oswaldo
- David Barrera como o tio Sal
- Steven Bauer como Victor Reyes
- Alek Carrera como ator de novela
- Ana Cervantes como Doña Loda
- Jorge Cervera Jr. como Don Pedro
- Patricia De Leon como atriz de novela
- Marina Dena-Santo como Cuka
- Alyssa Diaz como Rose
- Ricki Lopez como padre Miguel
- Leo Minaya como Sal
- Alberto Montero como Freddie
- Rick Najera como Jose Luis
- Jane Sevilla como Carla
- Perla Walters como Nena